# Marine Park Aruba
Het Marine Park Aruba (Papiaments: Parke Marino Aruba) is een nationaal park dat rond het eiland van Aruba gelegen is. Het natuurgebied werd per 1 januari 2019 ingesteld. 
Binnen het park zijn vier zeereservaten aangewezen die, vanwege hun enorme biodiversiteit, wettelijk beschermd zijn. Deze zijn de zeegebieden aansluitend aan het Nationaal park Arikok (16.5 km²), de kop van Seroe Colorado (18.7 km²) en de kuststrook Mangel Halto-Isla de Oro (16 km²) alsmede het zeegebied rond de rifeilanden van Oranjestad (9 km²). De reservaten zijn een natuurlijke habitat voor koraalriffen, zeegrassen en mangrovebossen en doen dienst als broed- en foerageergebieden voor zeeschildpadden, zeevogels en haaien.
Het beheer wordt uitgevoerd door de stichting Parke Nacional Aruba (FPNA), die ook belast is met het beheer van het Nationaal park Arikok. 